# 沙钵罗咥利失可汗
沙钵罗咥利失可汗（？—639年），阿史那氏，西突厥可汗，原本的称号为同俄設（同娥設），阿史那泥孰之弟。
634年，泥孰病死，同娥设继位，是为沙钵罗咥利失可汗，又作咥利失可汗、咥利始可汗。635年，同俄献马五百匹于唐朝，上表求和亲请婚。唐太宗厚加抚慰，但未同意他缔结婚姻的要求。咥利失统治初，面对五咄陆（西方的咄陆五部称北庭）、五弩失毕（西南方的弩失毕五部，称南庭）二大集团纷争的现状，为加强统治，重新将西突厥分为两厢十部（又作十姓、十箭），碎叶川以东为左厢（东厢）咄陆五部，置五大啜统辖，碎叶川以西为右厢（西霜）弩失毕五部，置五大俟斤统辖，承认了十姓部落的相对独立地位。咥利失丧失民心，西突厥发生内乱。637年，属下统吐屯联合阿悉吉阙俟斤兴兵，想要拥立东突厥始毕可汗之子欲谷设为大可汗。咥利失其弟步利设支持下，以焉耆为基地还击，复得故地，暂保汗号。638年，欲谷设自立为乙毗咄陆可汗，与咥利失大战，未分胜负。于是，以伊列河（今伊犁河）为界，乙毗咄陆可汗治西部（北庭），建牙簇曷山西，咥利失可汗治东部（南庭）。639年，咥利失之臣俟利发吐屯勾结欲谷设，欲谷设东侵，咥利失逃往拔汗那（今中亚费尔干纳盆地），在那里死亡。他的儿子为乙屈利失乙毗可汗，可是很快就死了。弩失毕的酋长迎阿史那薄布，立为乙毗沙钵罗叶护可汗。

## 延伸阅读
[在维基数据编辑]
 《舊唐書·卷194下》，出自刘昫《舊唐書》